# Bystraki
Bystraki – nieistniejąca obecnie wieś, do 1939 roku znajdująca się w Polsce, w województwie wołyńskim, w powiecie włodzimierskim w gminie Korytnica. Wieś była położona nad Bugiem, na terenie obecnego rejonu lubomelskiego, w obwodzie wołyńskim, na Ukrainie. Mieszkańcy wsi zostali w 1940 roku wysiedleni przez Sowietów.